# Synkretyzm religijny
Synkretyzm religijny (z gr. συγκρητισμός, synkrētismós 'sojusz miast kreteńskich') – łączenie dwóch lub więcej systemów wierzeń religijnych w nowy system lub włączenie do danej tradycji religijnej idei pochodzących z tradycji niepowiązanych. Nie jest to zjawisko tożsame z wieloraką przynależnością religijną i politeizmem.  W starożytnej Grecji to określenie używane było jako nazwa procesu polegającego na włączaniu obcych bóstw do panteonu własnych.

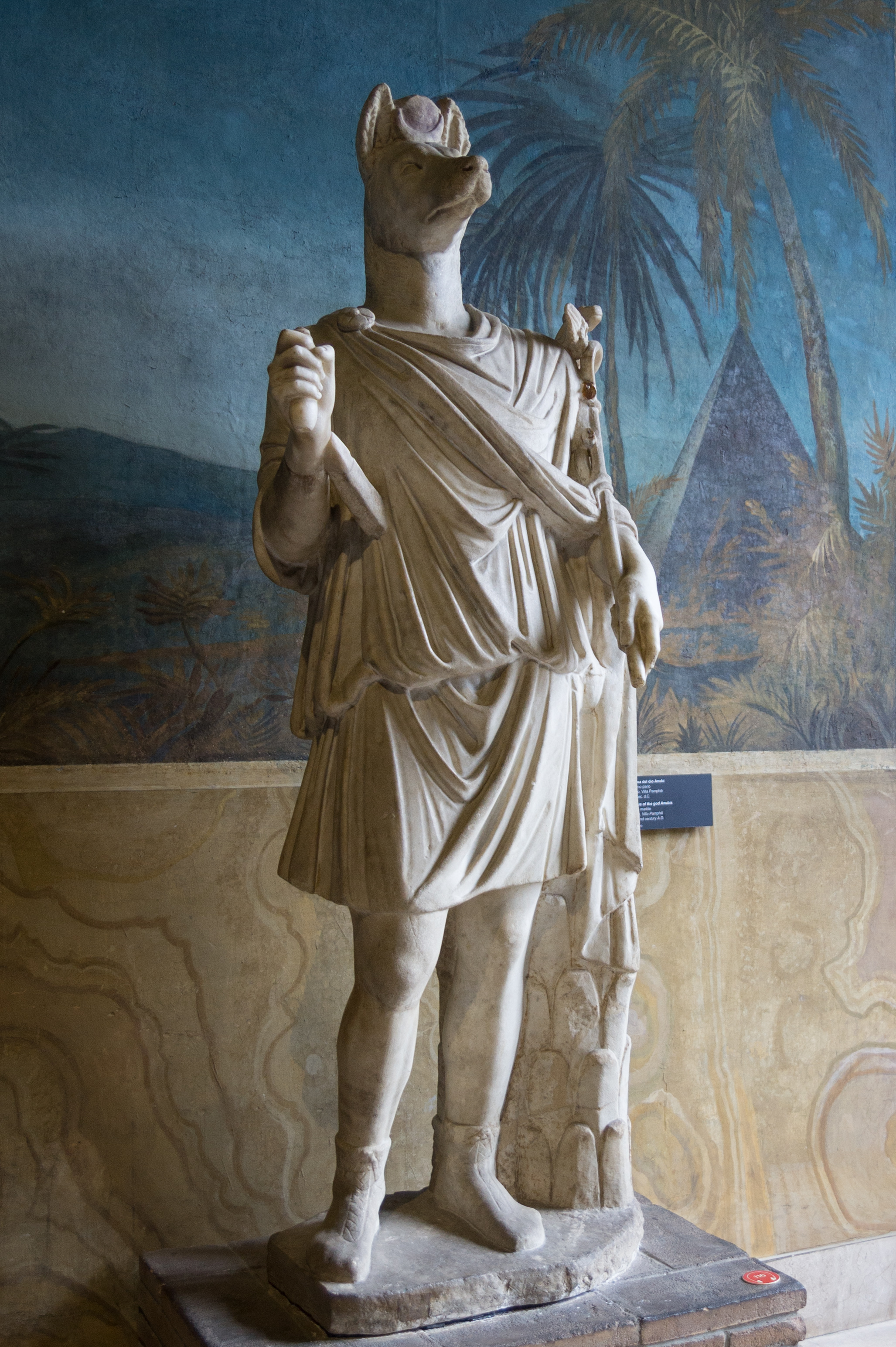
Egipsko-greckie bóstwo Hermanubis

## Czym jest synkretyzm religijny?
Pojęcie synkretyzmu w religii jest kontrowersyjne i trudne do zdefiniowania, dlatego że wszystkie religie można określić jako w mniejszym lub większym stopniu synkretyczne, czyli złożone z licznych wcześniejszych lub współczesnych im wierzeń. Można też uważać je za koncepcje w znacznym stopniu niezależne od siebie. W wielu przypadkach trudno ustalić, czy dana idea religijna powstała samodzielnie, czy też została zapożyczona z innego źródła. Określenie wzajemnego pokrewieństwa różnych religii jest w licznych przypadkach trudne lub niemożliwe do ustalenia. Z tego względu wielu religioznawców odrzuca pojęcie synkretyzmu religijnego jako nieprecyzyjne i niemożliwe do zdefiniowania. Tym niemniej to pojęcie jest stosowane w religioznawstwie wobec braku alternatywnego rozwiązania.

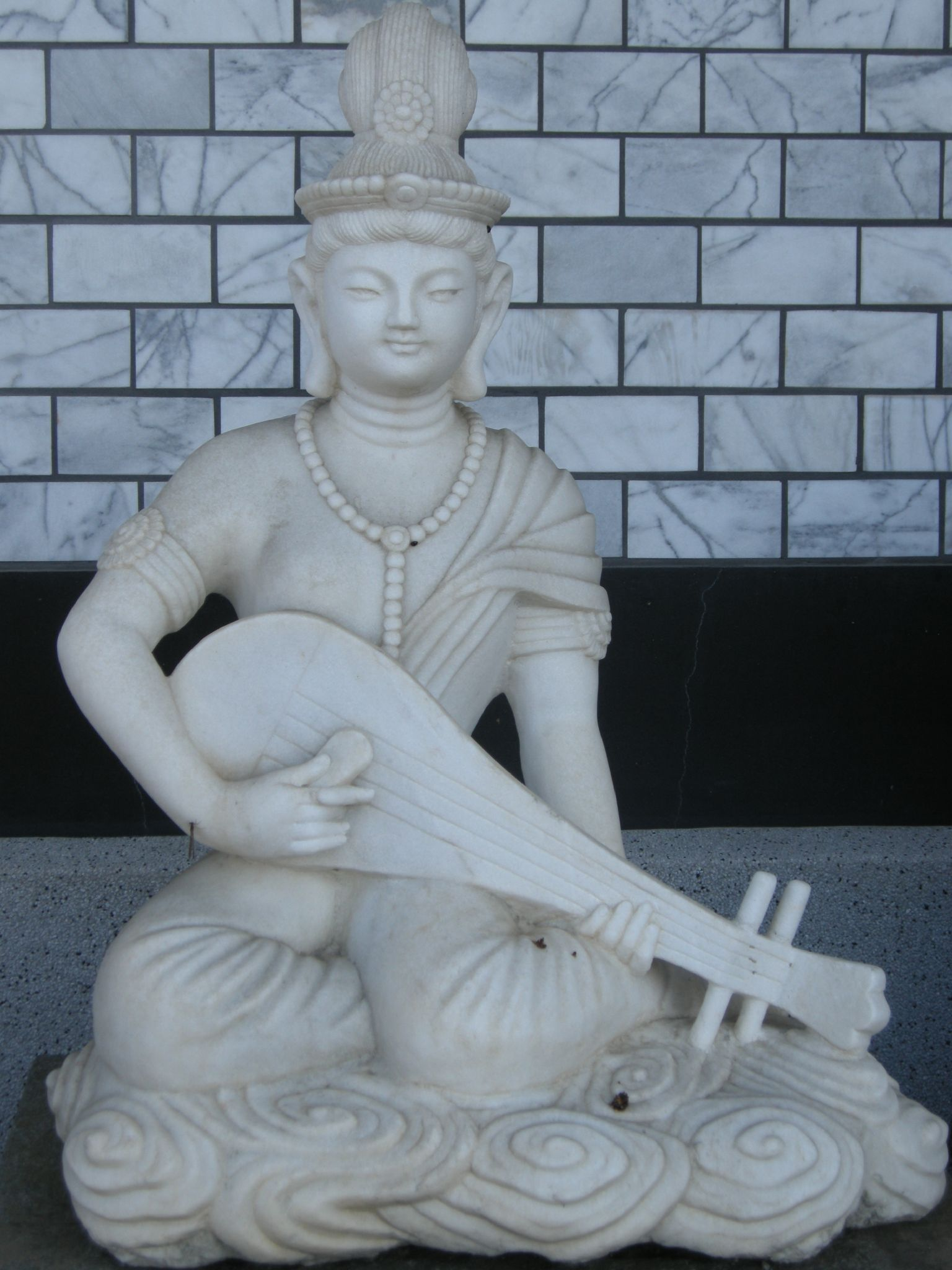
Shintō-buddyjskie bóstwo Benzaiten

## Synkretyzm w religiach abrahamowych

### Podobieństwa i różnice między religiami
Z uwagi na fakt, że religie politeistyczne i niektóre religie dharmiczne (hinduizm, buddyzm i taoizm) mają znacznie większą stałą zdolność do przyswajania elementów synkretycznych (z tradycji niepowiązanych) niż religie abrahamowe, wśród wyznawców tych ostatnich (uznających swoje religie za objawione) istnieje silny sprzeciw wobec określania ich religii jako synkretycznych. Jest faktem, że religie abrahamowe z zasady nie akceptują nowych bóstw z niepowiązanych tradycji religijnych, co jest z kolei powszechnym zjawiskiem w politeizmie i wskazanych religiach dharmicznych. Inaczej mówiąc, włączenie nowych bóstw do religii abrahamowej lub zmiana ustalonej rangi bóstw, prowadzi do rozpadu i powstania nowej, odrębnej religii, gdy w pozostałych religiach jest to najczęściej tylko uzupełnieniem istniejącego panteonu.
Ponadto w religiach abrahamowych jest obecna stała tendencja do odrzucania elementów uznawanych za obce ich pierwotnej tradycji religijnej. Takie dążenia były i są podstawą licznych ruchów odnowicielskich w religiach abrahamowych, np. protestantyzm wobec katolicyzmu, purytanizm wobec anglikanizmu, wahhabizm wobec islamu sunnickiego, karaimizm wobec judaizmu rabinicznego, itp.) W religiach politeistycznych i niektórych dharmicznych bardzo rzadko występują podobne działania odnowicielskie i oczyszczające. Nie ma też znaczącego oporu wobec synkretyzmu religijnego, który jest w tych religiach powszechnym zjawiskiem. Wyjątkiem jest np. administracyjna likwidacja synkretyzmu shintō-buddyjskiego w Japonii w 1868, która była jednym z przejawów okcydentalizacji tego kraju.
Współczesna tendencja w religioznawstwie w większości postrzega jednak religie abrahamiczne jako wytwory synkretyzmu, czyli fuzji różnych form i poglądów religijnych. I tak np. Tora miała powstać pod wpływem mitologii Kananejczyków, egipskiej, babilońskiej i perskiej, a judaizm miał się rozwinąć od fetyszyzmu i animizmu do henoteizmu i w końcu do monoteizmu. W podobny sposób interpretuje się pochodzenie chrześcijaństwa jako kontynuację i rozwój idei judaistycznych oraz dodania do nich elementów braminizmu, buddyzmu, politeizmu grecko-rzymskiego i egipskiego, a także filozofii stoickiej i szczególnie neoplatońskiej. Również islam może być uznany za kontynuację niektórych idei judeo-chrześcijańskich oraz przedislamskiej, politeistycznej tradycji religijnej (np. kult Hadżaru, świętego Czarnego Kamienia w Kaabie, wiara w dżinny itp.) a w późniejszym czasie również silnego wpływu filozofii greckiej i neoplatonizmu.

### Krytyka
Taka interpretacja synkretycznego pochodzenia religii abrahamowych spotyka się ze sprzeciwem. Wskazywane jest, że chociaż religie abrahamowe zgadzają się z innymi religiami w wielu ich zewnętrznych formach i że wiele idei religijnych jest wspólnych dla całej ludzkości, to nie oznacza to automatycznie synkretycznego pochodzenia religii abrahamowych. W wielu wypadkach podobieństwo dotyczy jedynie formy, a nie treści. Przykładem jest tu kult maryjny cechujący się zewnętrznym podobieństwem formy do niektórych aspektów kultów politeistycznych, przy jednoczesnej całkowitej odmienności teologicznych podstaw tego kultu. W innych przypadkach jest wątpliwe, która religia miała być źródłem, a która od niej zapożyczyła. Z tego punktu widzenia, synkretyzm religijny ma dotyczyć jedynie religii pogańskich, a nie abrahamowych.

## Synkretyzm w religiach

### Europa w starożytności
W starożytnych religiach politeistycznych zawsze istniał synkretyzm religijny, byli z niego znani szczególnie Grecy, którzy asymilowali obce, np. azjatyckie bóstwa, włączając je do swojego panteonu. Niektóre bóstwa rodzime próbowano utożsamiać z bóstwami obcej religii, a praktyki kultowe łączono ze sobą, nadając im nowy sens i znaczenie. Etruskowie postąpili tak samo z bogami greckimi, a po nich przejęli ten zwyczaj Rzymianie, w odniesieniu do wierzeń ludów podbitych, a więc zarówno wobec mitologii greckich, jak i wierzeń bliskowschodnich, celtyckich i germańskich.
Epoka hellenistyczna charakteryzowała się znacznym synkretyzmem religijnym: powstawały nowe bóstwa, łączące cechy różnych kultów, np. egipsko-grecki Serapis i Hermanubis lub przyjmowano egipskie (np. Izyda) i bliskowschodnie bóstwa (np. Atargatis, Baal i Hadad) do panteonu greckiego.
Szczytowe nasilenie zjawisko synkretyzmu religijnego osiągnęło w pierwszych wiekach naszej ery w Cesarstwie Rzymskim. Powszechny stawał się kult bóstw pochodzenia orientalnego. Za Kaliguli wzniesiono świątynię Izydy (Izis) na Polu Marsowym. Rozwijał się kult Wielkiej Matki Kybele oraz irańskiego Mitry – boga słońca. Do panteonu rzymskiego trafił też Baal, za sprawą Heliogabala (panował w latach 218‒222 n.e.), który w młodości sam był jego kapłanem w Emesie.
Założeniem cesarzy rzymskich było „adoptowanie” bóstw ludów podbitych do rzymskiego panteonu lub też utożsamianie ich z bogami już istniejącymi, o podobnych atrybutach i funkcjach.

### Religie Wschodu
Synkretyzm religijny cechował również duchowość Chińczyków, którzy raczej zacierali niż podkreślali różnice między wyznaniami. Czołowym przykładem może być bogini Guanyin, czczona zarówno przez taoistów, jak i buddystów (jako Awalokiteśwara). Inne elementy chińskiego synkretyzmu to rytuały konfucjańskie oraz kult przodków.
W Japonii od VI wieku do 1868 dominował synkretyzm shintō-buddyjski polegający na łączeniu sanktuariów i form kultu obu tych religii. To zjawisko występuje również obecnie.
Do stosunkowo dużego znaczenia doszła synkretyczna religia sikhizm łącząca elementy islamu i hinduizmu..
Manicheizm był syntezą wielu religii: staroirańskiego zoroastryzmu, buddyzmu i chrześcijaństwa.
Gnostycyzm to wierzenia dualistyczne i łączące elementy chrześcijaństwa z grecko-egipskim hermetyzmem. Istnieje tu podobieństwo do buddyzmu i wschodniego mistycyzmu. Gnostycy spisywali zazwyczaj swoje doktryny w formie mitu, przypominającego obrazowanie plotyńskiej emanacji hipostaz bytu z Jedni. Szeroko, lecz powierzchownie sięgali do chrześcijaństwa, judaizmu, pogańskich kultów, i mnóstwa innych wierzeń religijnych w ówczesnym świecie i dostosowywali je do swoich potrzeb.

### Współcześnie
Synkretyzm religijny jest zjawiskiem obecnym również współcześnie. Jego przykładami są obecnie religie afroamerykańskie, takie jak: santeria, obeah czy voodoo, gdzie obrzędowość chrześcijańska (najczęściej katolicka) jest łączona z tradycyjnym, plemiennym kultem, a postacie Marii lub świętych katolickich są utożsamiane z plemiennymi bóstwami.
Thelema jest mieszaniną wielu różnych szkół wiary i praktyk w tym hermetyzmu, wschodniego mistycyzmu, jogi, XIX-wiecznych filozofów (np. Nietzschego), okultyzmu, kabały, a także religii starożytnej Grecji i Egiptu. Lista świętych Thelemy ukazuje, jak wiele wątków i motywów religijnych Thelema łączy w sobie, wybierając z nich to, co uznaje za przydatne.